# Ermita del Santo Cristo del Nogaledo

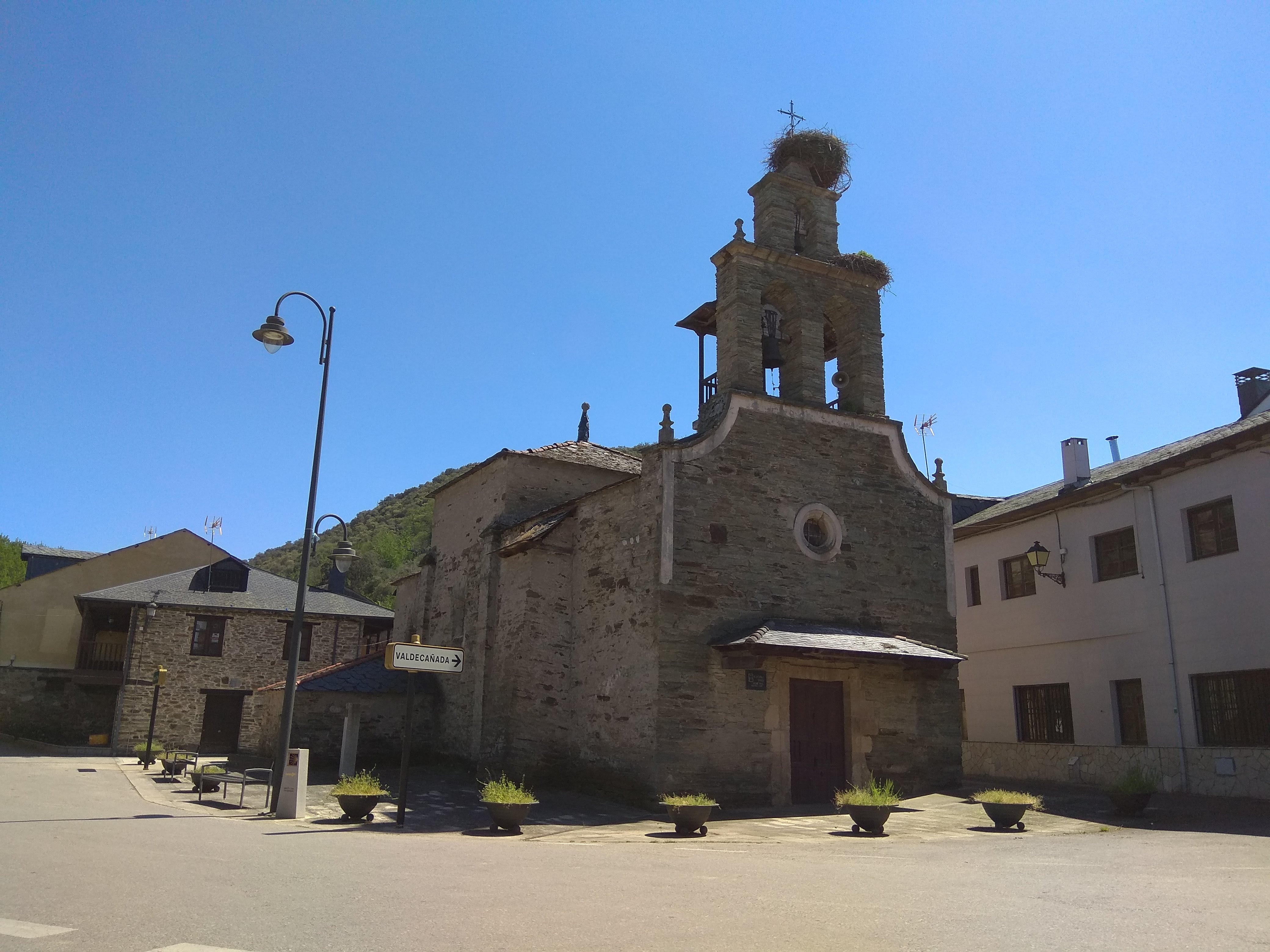
Ermita del Santo Cristo del Nogaledo

La ermita del Santo Cristo del Nogaledo es un templo parroquial católico situado en Toral de Merayo, (León, España), tiene una nave única rectangular con cúpula de ocho gallones sobre pechinas en la cabecera.
La ermita posee imágenes del Santo Cristo del Nogaledo, de Santa Rita de Casia y San Antonio de Padua.